# Kristian Lundmark
Per Kristian Lundmark, född 13 november 1873  i Strängnäs, död där 4 oktober 1936, var en svensk arkitekt och konstnär.
Han studerade vid Tekniska skolan i Stockholm. I skolans högre avdelning utbildades han till dekorationsmålare. Han fortsatte studierna vid Kungliga tekniska högskolan till 1903. Studierna varvades med praktik hos Agi Lindegren, där Lundmark han bistod i arbetet med Gripsnäs och restaureringen av Västerås domkyrka. 
Efter studierna tjänstgjorde han hos Gustaf Lindgren 1906-07, samt 1910, och tre år hos Torben Grut. 
Hans första uppdrag i Strängnäs blev omgestaltningen av Åkers och Selebo härads gamla tingshus för Arbetareföreningen (1908). Samma år uppfördes Strängnäs sparbanks nya bankbyggnad enligt Lundmarks ritningar, som nu flyttade tillbaka till hemstaden. Han ritade vidare flickskolan i staden (1914) och deltog i tävlingen kring Borås rådhus där han belönades med 2:a pris. Lundmark är begravd på Gamla kyrkogården i Strängnäs.

## Bilder

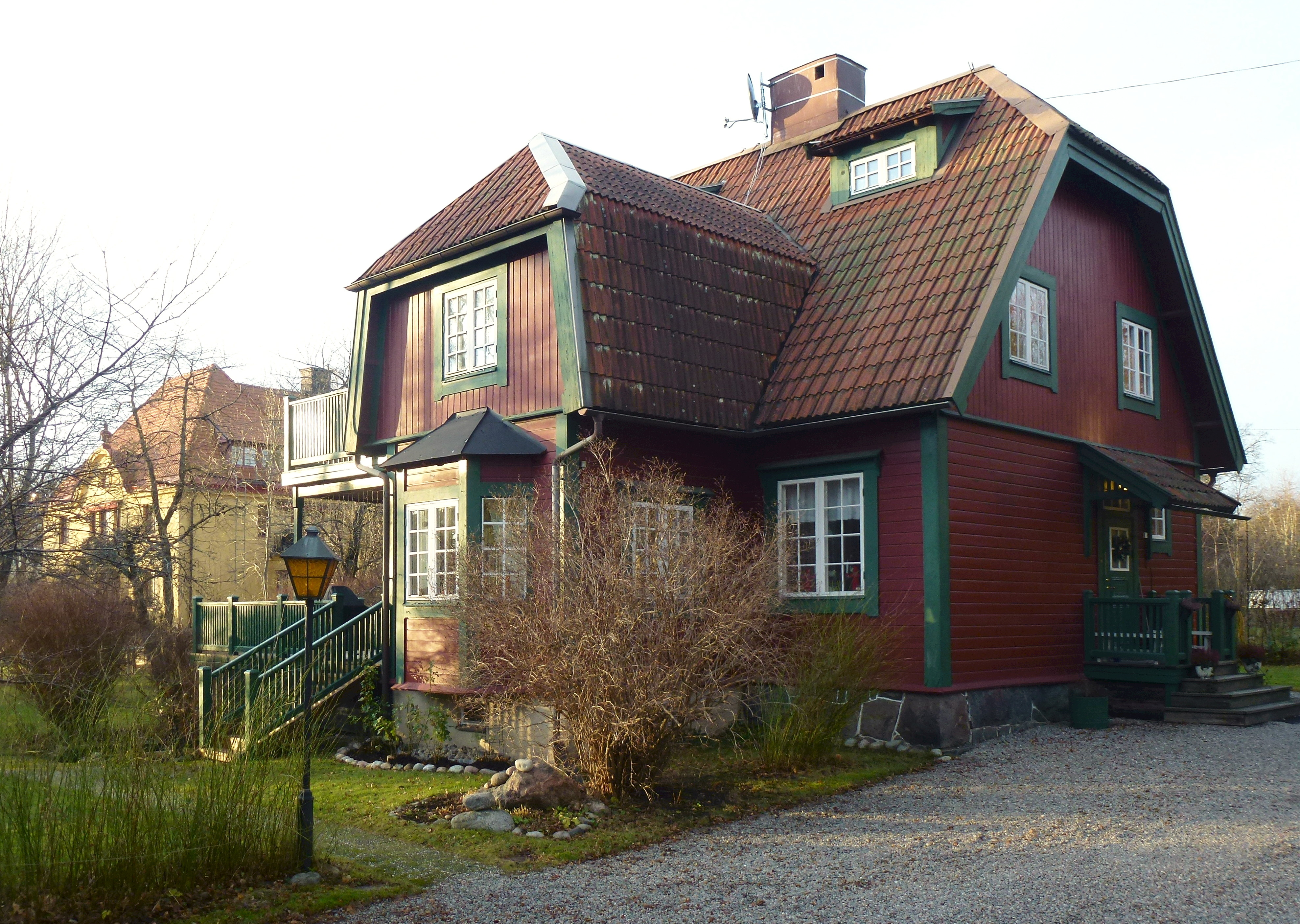
Villa Åstrand, Storängen
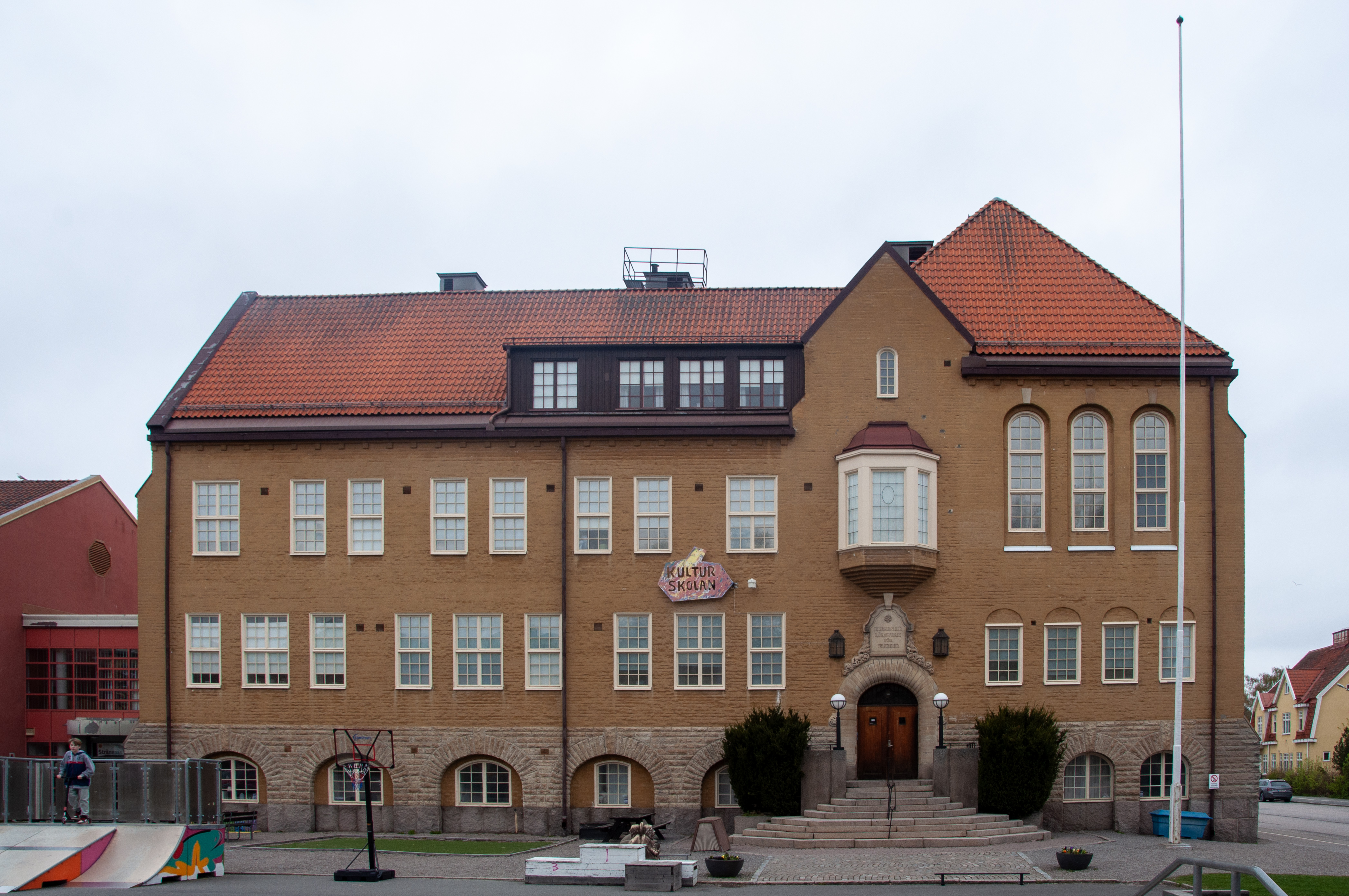
Flickskolan, Strängnäs
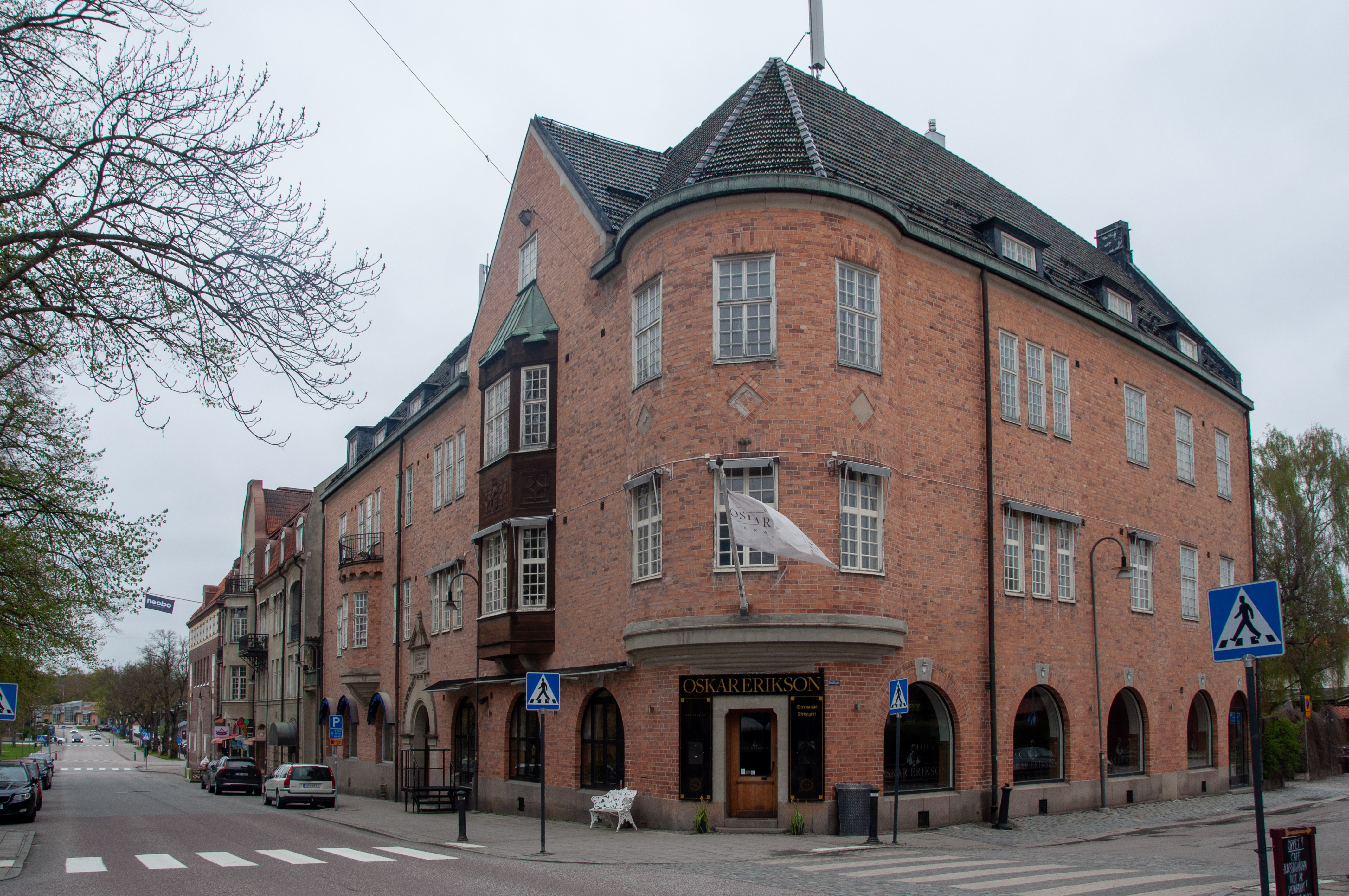
Strängnäs Sparbank
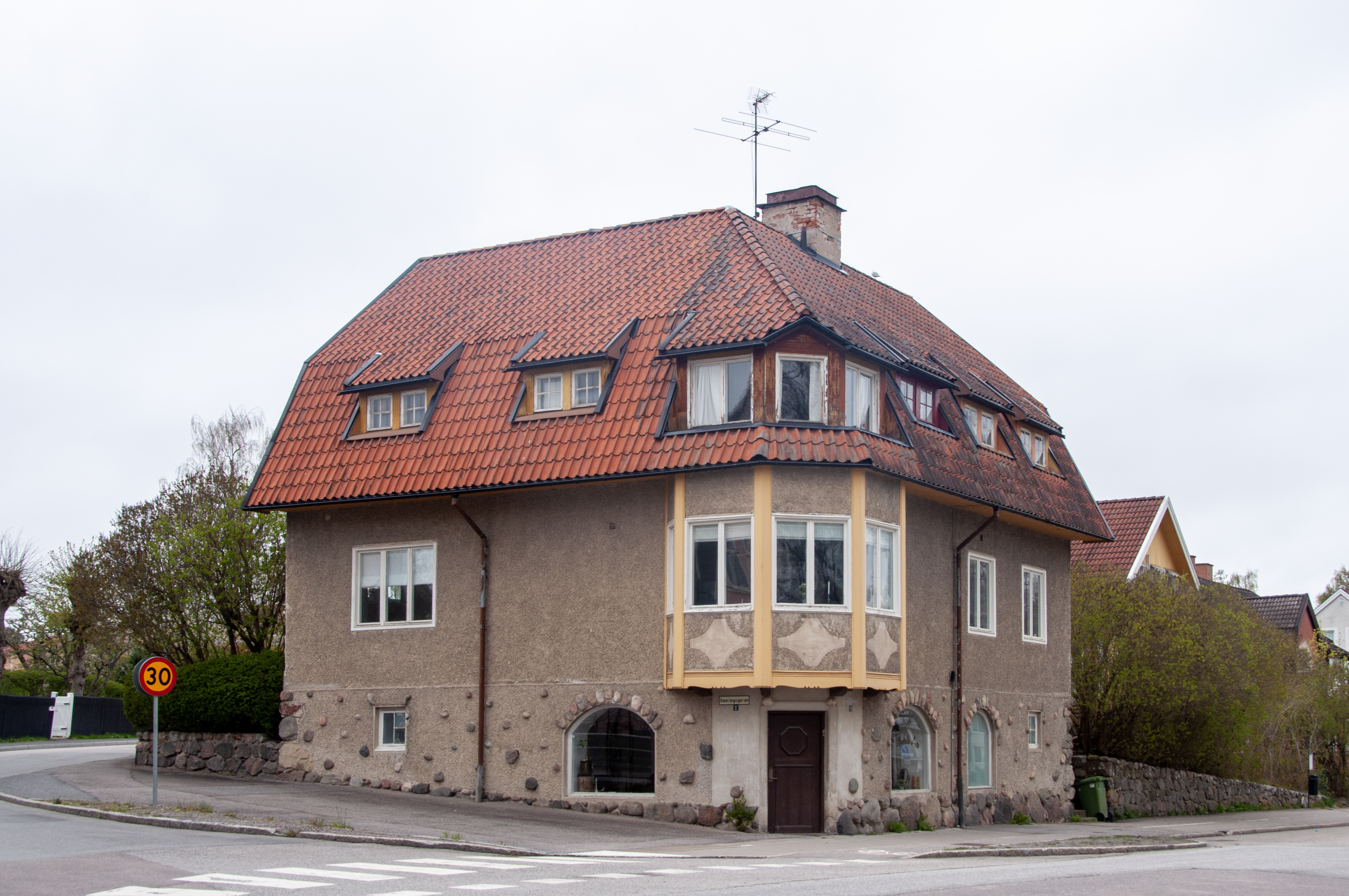
Furiren 2, Strängnäs
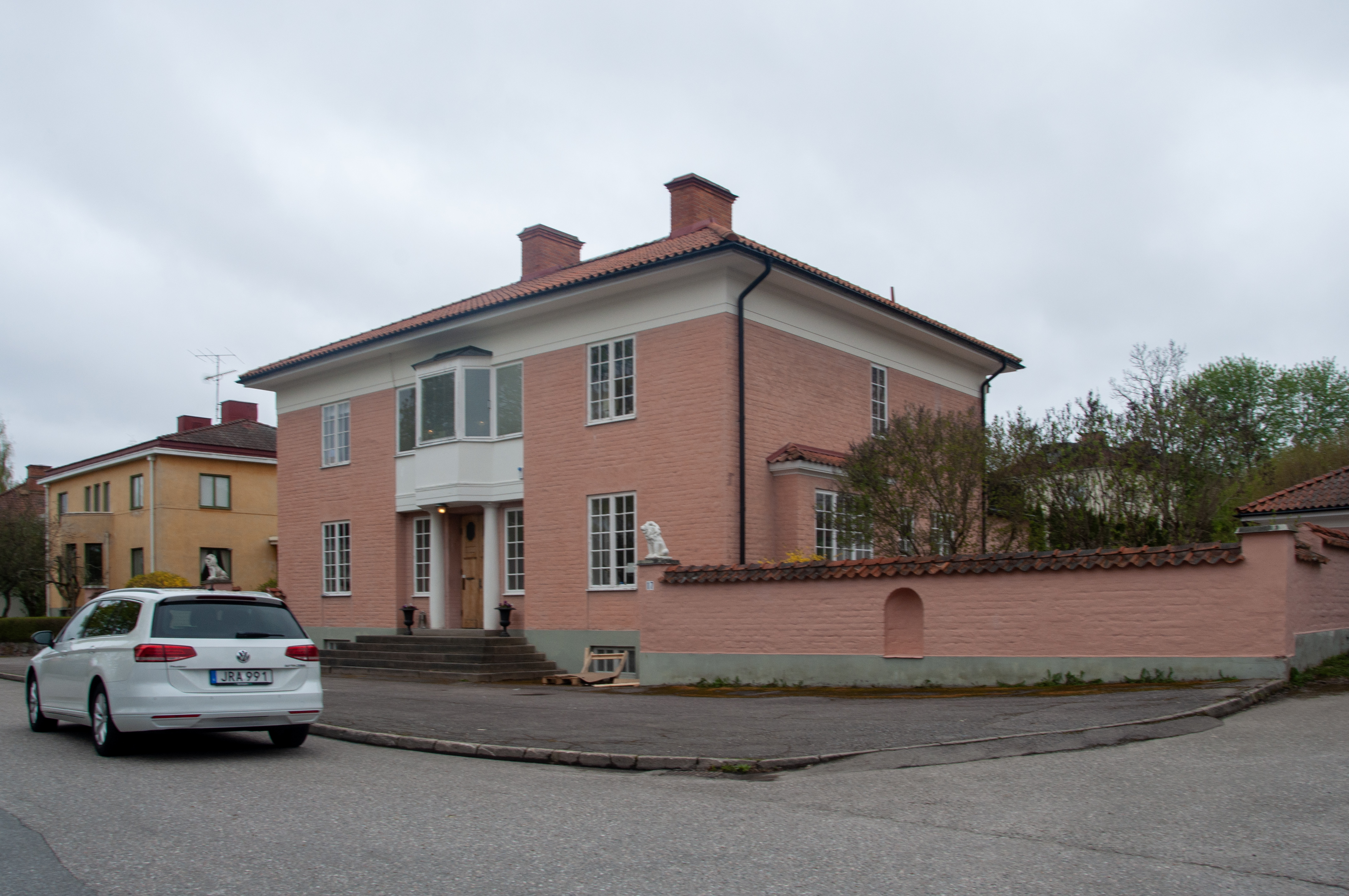
Översten 2, Strängnäs